# Gardegan-et-Tourtirac
Gardegan-et-Tourtirac è un comune francese di 316 abitanti situato nel dipartimento della Gironda nella regione della Nuova Aquitania.

## Società

### Evoluzione demografica
Abitanti censiti